# Yūsuke Sudō
Yūsuke Sudō (japanisch 須藤 右介 Sudō Yūsuke; * 7. Mai 1986 in der Präfektur Tokio) ist ein ehemaliger japanischer Fußballspieler.

## Karriere
Sudō spielte in der Jugendmannschaft von Tokyo Verdy. Seinen ersten Vertrag unterschrieb er 2005 bei Nagoya Grampus Eight. Der Verein spielte in der höchsten Liga des Landes, der J1 League. Für den Verein absolvierte er 22 Erstligaspiele. 2008 wechselte er zum Zweitligisten Yokohama FC. Für den Verein absolvierte er 38 Ligaspiele. 2010 wechselte er zum Drittligisten Matsumoto Yamaga FC. Am Ende der Saison 2011 stieg der Verein in die J2 League auf. Für den Verein absolvierte er 61 Ligaspiele, zwei davon in der zweiten Liga. Danach spielte er bei Salgueiro AC und Tombense FC. 2014 wechselte er zum Zweitligisten FC Gifu. 2015 wechselte er zum Drittligisten SC Sagamihara. Ende 2015 beendete er seine Karriere als Fußballspieler.